# 影子寫手 (電視劇)
《代筆作家》，為日本富士電視台於2015年1月起在火九時段（週二21:00 - 21:54，JST）播出的電視連續劇，由中谷美紀主演，亦是中谷睽違13年的電視劇主演作。

## 製作概要
2014年2月，日本爆出知名音樂家佐村河內守的「捉刀事件」，引起社會譁然。此劇以該事件為發想靈感，企劃出以作家為主角的捉刀題材。
此劇亦是中谷美紀睽違13年之後，再度擔任民營電視台主演。上一部主演作為2002年播出的《TOP LADY》。

## 劇情大綱
智慧與氣質雙全、被譽為「天才作家」的遠野理紗（中谷美紀 飾），創作的作品部部大賣，七年來被影像化的作品亦大受歡迎，遠野因而以「明星作家」的身分，擔任知名小說新人獎的評審委員。
而夢想成為小說家的川原由樹（水川麻美 飾），雖已有未婚夫，但為了自己的理想，毅然決然的要求未婚夫等待一年，允許自己到東京參加小說獎徵選，實現夢想。在比賽結果未公布時，川原積極的拿著自己的原稿到出版社毛遂自薦，但皆嘗到了閉門羹，被出版社以「沒有才華」的理由拒絕。
此時，川原來到了名稱為「駿峰社」的出版社，偶然間遇見了駿峰社的年輕菜鳥編輯小田颯人（三浦翔平 飾）。正在急著為遠野理紗尋找新任助手的小田，表示要將川原介紹給旗下合作的明星作家遠野，讓川原擔任遠野的助手。川原並將自己的作品交給小田，希望小田能抽空閱讀並給予意見。小田閱讀完川原的創作後，對川原的寫作才華激賞不已。
其後，川原通過試用期，正式成為作家遠野的正式助手，川原獲知能在自己欣賞的大作家手下工作，興奮不已，甚至推遲回家鄉結婚的計畫。此時正值靈感枯竭的遠野，因一篇出版社邀稿的文章，無意中看見助手川原提供的文案，得知了川原的寫作能力……。兩個女人之間的祕密，因而展開。

## 演員陣容
- 遠野理紗 - 中谷美紀

知性與美貌兼具的女性天才小說家。
- 川原由樹 - 水川麻美

離開故鄉長野到東京追求小說家夢想的女性。
- 小田颯人 - 三浦翔平

知名出版社·駿峰社擔任文藝雜誌編輯。
- 塚田真奈美 - 菜菜緒

知名出版社·駿峰社擔任文藝雜誌編輯。
- 岡野慎也 - 羽場裕一（日语：羽場裕一）

駿峰社的單行本主編。
- 坪田智行 - 水橋研二（日语：水橋研二）

駿峰社文藝雜誌編輯部主任。神崎的部下。
- 尾崎浩康 - 小柳友

由樹的未婚夫，是她在故鄉長野的高中同班同學。
- 遠野大樹 - 高杉真宙

理紗的兒子。
- 田浦美鈴 - 木村綠子

遠野理紗的秘書，管理能力過人。
- 遠野元子 - 江波杏子

理紗的母親。
- 鳥飼正義 - 石橋凌

四大出版社之一，駿峰社的常務董事。
- 神崎雄司 - 田中哲司

駿峰社最有能力的文藝雜誌主編。

## 製作人員
- 劇本：橋部敦子
- 企畫：增本淳（日语：増本淳）
- 導演：土方政人（日语：土方政人）、佐藤源太（日语：佐藤源太）
- 製作人：小林宙
- 製作：共同電視
- 片頭曲：〈Unlock〉三浦大知（SONIC GROOVE發行）
- 主題曲：〈Ghost〉androp（日语：androp）（日本華納音樂發行）
- 出品：富士電視台

## 播出日程及收視率
| 各集                                                   | 播出日期 | 標題     | 標題                                      | 導演     | 收視率 | 備註       |
| 各集                                                   | 播出日期 | 日文標題 | 中文標題                                  | 導演     | 收視率 | 備註       |
| ------------------------------------------------------ | -------- | -------- | ----------------------------------------- | -------- | ------ | ---------- |
| 1                                                      | 1月13日  |          | 走向犯罪的倒數計時〜虛偽日子的開端        | 土方政人 | 10.5%  | 擴大15分鐘 |
| 2                                                      | 1月20日  |          | 夢想、結婚、還是謊言？……陷入抉擇的泥淖    | 土方政人 | 09.2%  |            |
| 3                                                      | 1月27日  |          | 陷阱？機會？出道的迷人誘惑                | 佐藤源太 | 08.7%  |            |
| 4                                                      | 2月03日  |          | 請給我原稿……天才作家消逝的驕傲            | 山內大典 | 07.6%  |            |
| 5                                                      | 2月10日  |          | 站上舞臺的槍手。反擊的開始                | 佐藤源太 | 07.0%  |            |
| 6                                                      | 2月17日  |          | 我只是陳述事實……被謊言搬弄的法律裁決      | 土方政人 | 07.9%  |            |
| 7                                                      | 2月24日  |          | 我想消失……勝利劇本的結局                  | 山內大典 | 08.9%  |            |
| 8                                                      | 3月03日  |          | 作家·遠野理紗之死。甦醒的年少才華         | 土方政人 | 08.6%  |            |
| 9                                                      | 3月10日  |          | 天才要回歸了嗎？閒淡平和日子的結尾        | 佐藤源太 | 08.7%  |            |
| 10                                                     | 3月17日  |          | 最終回·女王再起。罪孽深重的兩個女人的逆襲 | 土方政人 | 09.2%  |            |
| 平均收視率8.6%（收視率由Video Research於關東地區統計） |          |          |                                           |          |        |            |